# I grandi non piangono mai
I grandi non piangono mai è un singolo del rapper italiano Mr. Rain pubblicato il 27 gennaio 2017.

## Tracce
1. I grandi non piangono mai – 3:44

## Classifiche
| Classifica (2017) | Posizione massima |
| ----------------- | ----------------- |
| Italia            | 61                |